# Aleksandr Lebed
Aleksandr Ivanovitj Lebed (ryska: Александр Иванович Лебедь), född 20 april 1950 i Novotjerkassk i Rostov oblast, död 28 april 2002 i Abakan i Chakassien, var en rysk militär och politiker. 

## Biografi
Lebed tjänstgjorde 1982 i det sovjetiska flygvapnet under det afghansk-sovjetiska kriget, och studerade därefter vid Frunzeakademien i Moskva. I samband med Sovjetunionens sammanbrott vägrade general Lebed under augustikuppen 1991 lyda de order om att innesluta det ryska parlamentet, som ställdes av de kommunistiska kuppmakare som ämnade störta den reformvänlige Michail Gorbatjov. Han kom därefter att utses till befälhavare över den ryska 14:e armén i Transnistrien från 1992, och bidrog där till ett beslut om permanent vapenvila i kriget om Transnistrien i juli 1992. På grund av sitt självständiga agerande kom han i konflikt med den ryska politiska ledningen, och avgick ur aktiv militär tjänst 1995.
Lebed ställde upp i presidentvalet i Ryssland 1996, där han slutade på tredje plats med 14,5 % av rösterna i första omgången. Han utnämndes i juni 1996 till sekreterare i Rysslands säkerhetsråd och säkerhetsrådgivare till den sittande presidenten Boris Jeltsin. I gengäld ställde Lebed upp bakom Jeltsin i presidentvalets avgörande omgång, som denne slutligen vann två veckor senare. Som säkerhetsrådgivare ansvarade han bland annat över fredsförhandlingar i det första Tjetjenienkriget, vilket ledde till ett fredsavtal i augusti 1996.
I oktober 1996 lämnade Lebed posten som sekreterare i säkerhetsrådet. I maj 1998 valdes han till guvernör i Krasnojarsk kraj i Sibirien. Han omkom i en helikopterolycka med en Milhelikopter i april 2002.